# Mairalm (Piding)
Die Mairalm (auch: Maieralm, Moaralm) ist eine Alm in der Nordflanke des Hochstaufens auf dem Gebiet der Gemeinde Piding im Landkreis Berchtesgadener Land. 
Die Almhütte der Mairalm steht unter Denkmalschutz und ist unter der Nummer D-1-72-128-29 in die Bayerische Denkmalliste eingetragen.

## Lage
Die Mairalm befindet sich an der Nordflanke des Hochstaufens auf einer Höhe von 816 m ü. NN. Über die Mairalm führen zwei anspruchsvolle Wege zum Gipfel: der Pidinger Klettersteig sowie der Weg über die Steinernen Jager.

## Baubeschreibung
Bei der Almhütte der Mairalm handelt es sich um einen erdgeschossigen Satteldachbau. Dieser wurde im 18. oder 19. Jahrhundert errichtet und teils in Blockbau- und teils in Massivbauweise ausgeführt.

## Heutige Nutzung
Die Mairalm wird nicht mehr landwirtschaftlich genutzt, die Hütte ist im Besitz der Naturfreunde Hammerau und ist nicht bewirtet. Einmal im Jahr veranstaltet die Gemeinde Piding auf der Mairalm einen Heimatabend.

## Sonstiges
Auf der Mairalm befindet sich eine Messstation des Erdbebendienst Bayern des Bayerischen Landesamtes für Umwelt. Die Station ist mit einem Seismographen ausgestattet, um die Schwarmbeben im Bereich des Hochstaufens aufzuzeichnen, die insbesondere nach starken Regenfällen auftreten. An der Station werden zusätzlich Luftdruck, Lufttemperatur, Luftfeuchtigkeit und Niederschlag gemessen.
Unweit der Mairalm befindet sich der Bergblumengarten Piding.